# العلاقات الأنغولية الباكستانية
العلاقات الأنغولية الباكستانية هي العلاقات الثنائية التي تجمع بين أنغولا وباكستان.

## مقارنة بين البلدين
هذه مقارنة عامة ومرجعية للدولتين:
| وجه المقارنة                                              | أنغولا           | باكستان                     |
| --------------------------------------------------------- | ---------------- | --------------------------- |
| المساحة (كم2)                                             | 1.25 مليون       | 881.91 ألف                  |
| عدد السكان (نسمة)                                         | 29.78 مليون      | 197.02 مليون                |
| الكثافة السكانية (ن./كم²)                                 | 23.82            | 223.4                       |
| العاصمة                                                   | لواندا           | إسلام آباد                  |
| اللغة الرسمية                                             | اللغة البرتغالية | لغة إنجليزية، اللغة الأردية |
| العملة                                                    | كوانزا أنغولي    | روبية باكستانية             |
| الناتج المحلي الإجمالي (بليون دولار)                      | 124.21 مليار     | 304.95 مليار                |
| الناتج المحلي الإجمالي (تعادل القوة الشرائية) بليون دولار | 184.83 مليار     | 946.67 مليار                |
| الناتج المحلي الإجمالي الاسمي للفرد دولار أمريكي          | 4.10 ألف         | 1.43 ألف                    |
| الناتج المحلي الإجمالي للفرد دولار أمريكي                 |                  | 4.81 ألف                    |
| مؤشر التنمية البشرية                                      | 0.533            | 0.538                       |
| رمز المكالمات الدولي                                      | +244             | +92                         |
| رمز الإنترنت                                              | .ao              | .pk                         |
| المنطقة الزمنية                                           | ت ع م+01:00      | ت ع م+05:00                 |

## منظمات دولية مشتركة
يشترك البلدان في عضوية مجموعة من المنظمات الدولية، منها:
| علم المنظمة | اسم المنظمة                        | تاريخ انضمام أنغولا | تاريخ انضمام باكستان |
| ----------- | ---------------------------------- | ------------------- | -------------------- |
|             | الاتحاد الدولي للاتصالات           | 13 أكتوبر 1976      | 26 أغسطس 1947        |
|             | منظمة حظر الأسلحة الكيميائية       | ?                   | ?                    |
|             | منظمة التجارة العالمية             | ?                   | ?                    |
|             | منظمة الشرطة الجنائية الدولية      | ?                   | ?                    |
|             | الأمم المتحدة                      | 1 ديسمبر 1976       | 30 سبتمبر 1947       |
|             | البنك الدولي للإنشاء والتعمير      | 19 سبتمبر 1989      | 11 يوليو 1950        |
|             | وكالة ضمان الاستثمار متعدد الأطراف | 19 سبتمبر 1989      | 12 أبريل 1988        |
|             | يونسكو                             | 11 مارس 1977        | 14 سبتمبر 1949       |
|             | مؤسسة التمويل الدولية              | 19 سبتمبر 1989      | 20 يوليو 1956        |
|             | الاتحاد البريدي العالمي            | ?                   | ?                    |

## وصلات خارجية
- موقع وزارة الخارجية الأنغولية
- موقع وزارة الخارجية الباكستانية